# Pellegrinia guascensis
Pellegrinia guascensis là một loài thực vật có hoa trong họ Thạch nam. Loài này được (Cuatrec.) Sleumer mô tả khoa học đầu tiên năm 1935.